# Arbas (rivière)
Pour les articles homonymes, voir Arbas.
L'Arbas est une rivière du Sud de la France qui coule dans le département de la Haute-Garonne. C'est un affluent du Salat en rive gauche, donc un sous-affluent de la Garonne.

## Géographie
De 18,5 km de longueur, il prend sa source dans les Pyrénées massif d'Arbas en Haute-Garonne, en amont du village d'Arbas qui lui doit son nom, sur la commune d'Herran, à 1 150 m d'altitude, au lieu-dit la Fontaine du Hat. Il s'appelle aussi dans cette partie haute, le Goutè d'Escouen et le ruisseau de Baderque, puis l'Escalette dans le bois de Campas.
Il conflue dans le Salat en rive gauche, à 303 m d'altitude, à Mane, dans la Haute-Garonne.

## Communes et cantons traversées
Dans le seul département de la Haute-Garonne, l'Arbas traverse sept communes et deux cantons :
- dans le sens amont vers aval : Herran (source), Arbas, Chein-Dessus, Montastruc-de-Salies, Castelbiague, Montgaillard-de-Salies, Mane (confluence).

Soit en termes de cantons, l'Arbas prend source dans le canton d'Aspet, et conflue dans le canton de Salies-du-Salat, le tout dans arrondissement de Saint-Gaudens.

## Affluents
L'Arbas a dix affluents référencés, ou plutôt quatre bras et quinze affluents dont trois sans nom référencé soit :
- le Surgeint (rd) 2,8 km sur les deux communes de Herran et Arbas
- le Goutè de Pet Dase ou ruisseau de Planque (rg) 4,4 km sur les deux communes de Herran et Arbas, qui prend source au col de Hougas, à 1 206 m d'altitude avec un affluent.
- le Goutè de Piastre (rd) 1,5 km sur la seule commune d'Arbas.
- le Fougaron ou ruisseau de la Bouchot (rd) 5,6 km sur les deux communes Fougaron, Arbas avec trois affluents :
  - le ruisseau de la Cabanasse (rd) 3 km sur la seule commune de Fougaron.
  - le goutè de Labet (rg) 2,1 km sur la seule commune de Fougaron avec un affluent
  - le ruisseau de Caillau (rg) 2,4 km sur les deux communes Herran, Fougaron.
- le Rieu Majou (rg) 5,6 km
- le ruisseau de Ladoux (rg) 2,5 km sur les deux communes Chein-Dessus, Montastruc-de-Salies.
- le Rucan ou ruisseau de Mirepech, ou ruisseau de rucaud (rg) 12,1 km sur les quatre communes de Aspet, Montastruc-de-Salies, Estadens, Castelbiague avec trois affluents sans noms référencés.
- le Rieuaris (rd) 8,6 km
- le ruisseau de Ouriouat (rg) 3,9 km
- le ruisseau de Souleilla (rg) 1,8 km
- le Rieutourd (rd) 3,9 km
- la Justale (rg) 9,1 km sur les cinq communes de Monstratuc-de-Salies, Montgaillard-de-Salies, Rouède, Figarol, Mane avec cinq affluents (et cinq sous affluents sans noms référencés) ou plutôt avec un bars et quatre affluents dont :
  - le ruisseau de Rieumajou (rg) 8,8 km sur les cinq communes de Ganties, Montastruc-de-Salies, Rouede, Figarol, Montespan.
  - le ruisseau de Labaus (rg) 2,3 km sur les deux communes de Figarol, et Mane.

## Hydrologie
Le débit de l'Arbas a été observé pendant une période de 46 ans (1968-2013), à Castelbiague, localité du département de la Haute-Garonne, située à quatre kilomètres en amont du confluent avec le Salat. Le bassin versant de la rivière y est de 98 km2, soit près de 90 % de la totalité de ce dernier qui fait 129 km2, et à 332 m d'altitude.
Le module de la rivière à Castelbiague est de 1,76 m3/s.
L'Arbas présente des fluctuations saisonnières de débit modérées. Les hautes eaux se déroulent en hiver et au printemps et se caractérisent par des débits mensuels moyens oscillant entre 2,05 et 2,95 m3/s, de décembre à mai inclus (maximum en avril). Les basses eaux ont lieu en été et au début de l'automne, avec des débits mensuels allant de 0,76 à 1,11 m3/s de juillet à octobre (plancher de 0,755 m3/s en août, ce qui reste très consistant).
Le VCN3 peut chuter jusque 0,180 m3/s, en cas de période quinquennale sèche, soit 180 litres par seconde.
D'autre part, les crues peuvent être très importantes. Les QIX 2 et QIX 5 valent respectivement 47 et 65 m3/s. Le QIX 10 vaut 76 m3/s, tandis que le QIX 20 se monte à 88 m3/s, et le QIX 50 à 100 m3/s.
Le débit instantané maximal enregistré a été de 112 m3/s le 10 mai 1991, tandis que la valeur journalière maximale était de 61,9 m3/s le 5 octobre 1992. En comparant le premier de ces chiffres aux valeurs des différents QIX de la rivière, cette crue était d'ordre cinquantennal et donc assez exceptionnelle, car statistiquement destinée à ne se répéter que deux fois par siècle environ. La hauteur maximale instantanée a été de 306 cm le même 10 mai 1991.
La lame d'eau écoulée dans le bassin de l'Arbas est de 579 millimètres annuellement, ce qui est élevé, très largement supérieur à la moyenne d'ensemble de la France, mais nettement inférieur à l'ensemble du bassin versant du Salat (858 millimètres). Le débit spécifique (ou Qsp) se monte à 18,3 litres par seconde et par kilomètre carré de bassin.